# نظرية الشخصية الضمنية
نظرية الشخصية الضمنية (IPA) تتعلق بالتوقعات العامة التي نقوم ببنائها حول الشخص بعد التعرف على سماته الرئيسية. على سبيل المثال، عندما نرى أن الشخص السعيد يكون ودودًا، أو أن الشخص الهادئ يكون في نفس الوقت خجولاً.

ويمتلك الأفراد شبكة اقتراحات تعتمد على العلاقات بين الخلال والسلوكيات. والأفراد الذين يرون أنه توجد سمة خاصة واحدة مقترنة بشخص ما سيفترضون كذلك أن هذا الشخص يمتلك سمات شخصية أخرى، قد تكون أو لا تكون حقيقية. على سبيل المثال، ربما يكون هناك شخص ينظر إليه على أنه لا يمكن توقع تصرفاته، وكذلك يتسم بالخطورة، أو الشخص الذي يتحدث ببطء يكون كذلك غبيًا.
اكتشف سولومون آش (1946) أن تواجد سمة واحدة غالبًا ما ينطوي على تواجد سمات إضافية أخرى. وبالإضافة إلى ذلك، فقد ذكر آش أن بعض السمات يمكن وصفها على أنها سمات مركزية، مما يعني أنها تتضمن تواجد سمات أخرى وتلقي بتأثيرات قوية على الانطباعات النهائية. على سبيل المثال، فإن الأشخاص يربطون بين كلمتي دافئ وبارد مع سمات أخرى. فالدفء يرتبط بالسمات الشخصية، مثل السعادة والكرم، في حين أن الأشخاص يربطون كلمة بارد بسمات معاكسة لسمات كلمة دافئ. وقد اكتشف باحثون آخرون تأثيرات مشابهة لا تكون السمات المركزية بها مقتصرة على قوائم السمات فقط. ويقترن استخدام الشخصيات الضمنية كذلك بالاقتراحات واقتراحات الشخصية.  وهناك مثال آخر عندما يؤمن الشخص أن الشخص السعيد يكون ودودًا كذلك أو أن الشخص الهادئ يكون خجولاً. وعلى النقيض، يمكن النظر إلى الأشخاص سريعي الغضب على أنهم فوضويون في حياتهم اليومية. وبالتالي، يفترض الأشخاص أن تكون شخصيات الأفراد محل شك عند استخدام قدر قليل من المعلومات.
كما تتسم النظريات الضمنية كذلك بالأهمية فيما يتعلق بالتحامل ومشكلات الهوية الاجتماعية. ويمكن ملاحظة هذه السمات في التشابهات والاختلافات بين المجموعات والصورة النمطية بين المجموعات.
وقد أدت التجارب التي أجراها جولدشتاين إلى توجيه طلاب علم النفس إلى اختبار نظريات الشخصية الضمنية الخاصة بهم من خلال استخدام الفضاء الإلكتروني. وقد تم إعطاء معلومات تتعلق بتجربة علماء النفس الاجتماعيين والنظريات الاجتماعية الخاصة بهم إلى الطلاب من خلال الاعتماد على الصفحات الرئيسية على الإنترنت. وقد أظهرت النتائج أن بعض الطلاب لم يشعروا بالراحة التي وصفوها وقاموا بتشكيل شخصيات ضمنية للأفراد الآخرين، ومع ذلك، شعر الآخرون بالإثارة حول مدى فاعلية التواصل مع نظرياتهم لمعرفة هل تتسم بالصحة أم لا.
ومن أمثلة ذلك أن الصورة النمطية بأن الأشخاص أصحاب الهامات الطويلة يكونون قادة أفضل. وبشكل واضح، فإن هذا الأمر لا ينطبق على كل القادة، إلا أنه يحكم مفاهيمنا للقادة في كل الأوقات. فنحن نميل إلى الثقة فيهم، إلا إذا تمت ملاحظة أية تعارضات.